# ريجينا زيجلر
ريجينا زيجلر (بالألمانية: Regina Ziegler) (و. 1944 – م) هي منتجة أفلام، من ألمانيا، ولدت في كويدليندبورغ.

## مناصب
تولت منصب أستاذ فخري ‏، Konrad Wolf Film University of Babelsberg ‏.

## جوائز
حصلت على جوائز منها:
- نيشان الاستحقاق لبرلين
- رومي[6]
- ضابط الصليب من وسام استحقاق جمهورية ألمانيا الاتحادية.

## وصلات خارجية
- ريجينا زيجلر على موقع IMDb (الإنجليزية)
- ريجينا زيجلر على موقع مونزينجر (الألمانية)
- ريجينا زيجلر على موقع ألو سيني (الفرنسية)
- ريجينا زيجلر على موقع أول موفي (الإنجليزية)
- ريجينا زيجلر على موقع قاعدة بيانات الأفلام السويدية (السويدية)
- ريجينا زيجلر على موقع قاعدة بيانات الفيلم (الإنجليزية)
- ريجينا زيجلر على موقع كينوبويسك (الروسية)